# Bühlerhaken

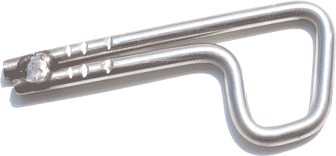
Original-Bühlerhaken von Oskar Bühler (in viereckiger Ösenform)

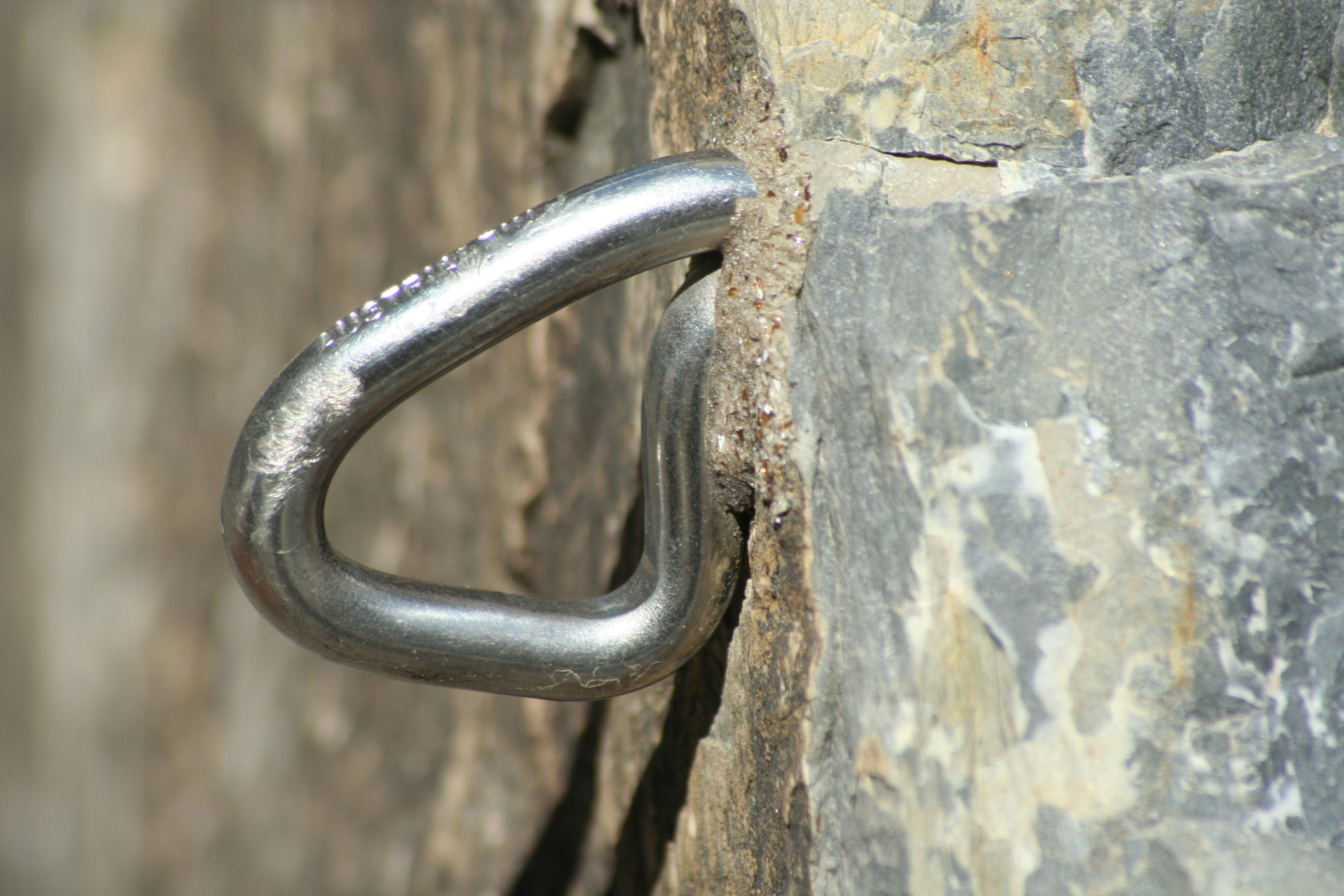
Abgewandelter Bühlerhaken in dreieckiger Ösenform

Der Bühlerhaken ist ein sogenannter „geklebter“ Bohrhaken zur Absicherung von Kletterrouten. Er besteht aus V2A-Edelstahl und ist in einem Stück gebogen. Die beiden Enden sind miteinander verschweißt und in den kompakten Fels einzementiert.
Die Entwicklung des Bühlerhakens hat wesentlich zur Sicherheit im Sportklettern beigetragen.

## Historisches
Der Bühlerhaken ist nach seinem Erfinder Oskar Bühler benannt. Er hat ihn zusammen mit Fritz Sticht und Wilhelm „Dag“ Messner entwickelt. Bühler hat viele Kletterrouten in der Fränkischen Schweiz und im Wilden Kaiser abgesichert. Für diese ehrenamtliche Tätigkeit erhielt er 1988 das Bundesverdienstkreuz am Bande.
Ende der 1950er Jahre gab es im Klettergebiet Nördlicher Frankenjura bereits viele Kletterrouten, die mindestens 30 Jahre alt waren. Die Haken, die diese Routen absichern sollten, steckten bereits seit Jahrzehnten im Fels, waren Wasser und Frost ausgesetzt, meistens rostig und schienen nicht mehr zuverlässig zu sein.

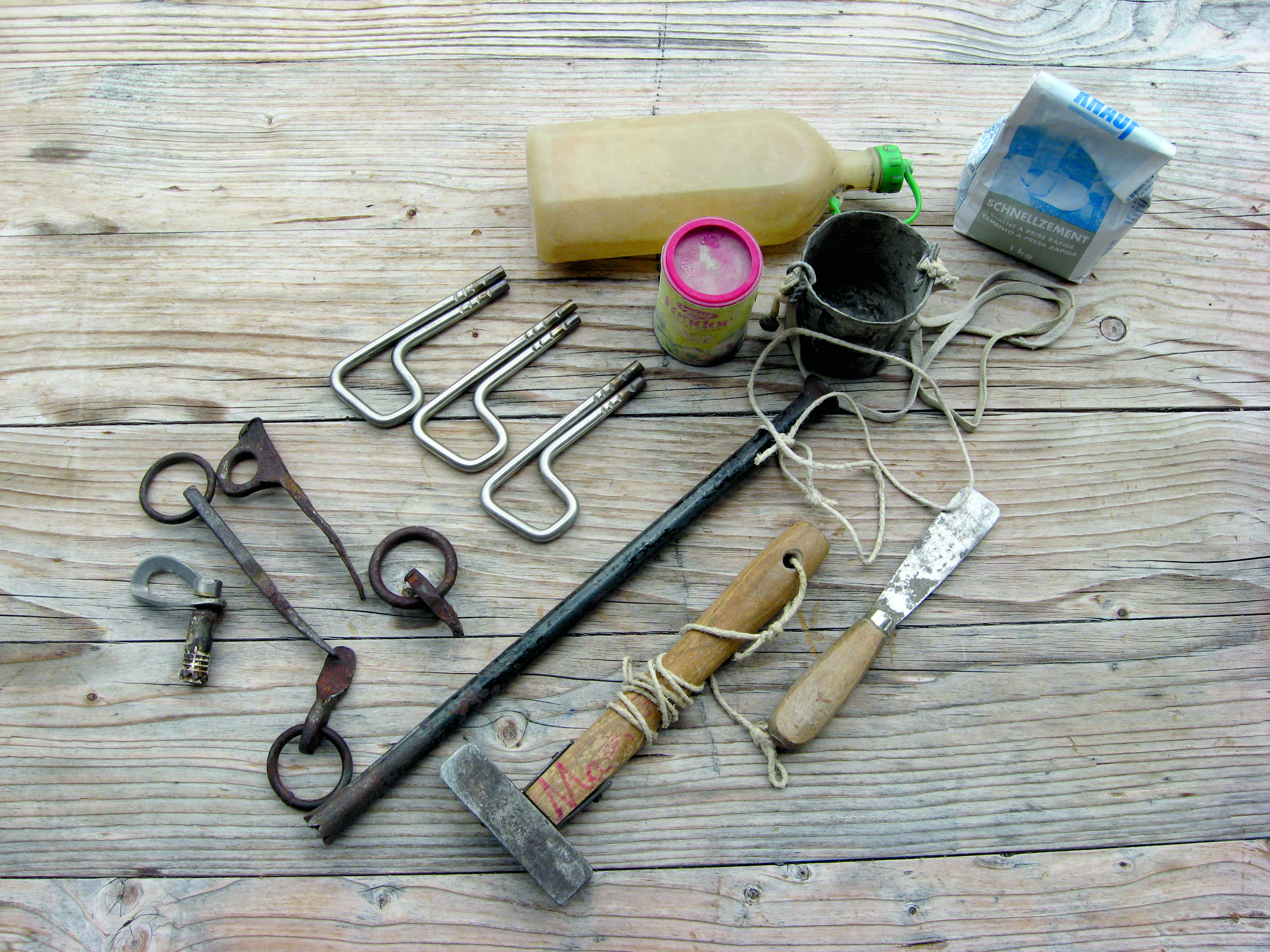
Mit dieser einfachen Ausrüstung hat Bühler viele tausende Bühlerhaken gesetzt, bevor es Akkubohrmaschinen gab:
Rohrmeißel, Hammer, Zementmörtel, schmaler Spachtel und Konservendose zum Anrühren des Mörtels. Daneben wurden noch Zahnbürste und Pinsel zum Entfernen des Bohrstaubs aus dem Bohrloch und ein „Steggerle“ (dünner Stock) zum Hineinstopfen des Mörtels benötigt.
Links auf dem Bild sind einige alte Haken zu sehen, die entfernt wurden.

Als Bühler begann, seine Töchter häufiger zum Klettern mitzunehmen, begann er auch mit dem Auswechseln geschlagener Haken. Als gelernter Maurer und Bauingenieur verließ er sich nicht auf geschlagene Haken, sondern suchte nach einer sicheren und dauerhafteren Lösung. So begann er 1960 verzinkte Haken in geschlagene Bohrlöcher einzuzementieren. In „nächtelanger Arbeit“ entwickelte er ein Konzept und verwirklichte es mit seinem Kameraden Wilhelm Messner. So konnte er ab 1965 die verzinkten Haken durch aus V2A-Edelstahl kalt gebogene Haken ersetzen, die er „Silberlinge“ nannte. Sie wurden bald im Jargon der Kletterer als „Bühler“ bezeichnet. Etwa 2000 Stück hat er mit dem Bohrmeißel gesetzt, weitere 500 mit dem Akkubohrer. Über etwa 7000 Haken, die Kameraden einbohrten, hat er Buch geführt.

## Konstruktion
Oskar Bühler konstruierte den Bühlerhaken in dessen charakteristischer Form aufgrund folgender Überlegungen:
1. Der im Baugewerbe damals relativ neue V2A-Edelstahl bot einen Werkstoff, der im Gegensatz zu den bislang verwendeten Metallen korrosionsbeständig war. Der kalt biegbare V2A-Edelstahl zeichnet sich durch seine besondere Elastizität und damit Haltekraft aus. Der Stahl war kostengünstig als Abfallware vom Bau zu erwerben.
2. Die Hakenform sollte es einem Kletterer, der sich unsicher fühlt, ermöglichen, sich mit zwei Fingern in der Hakenöse festzuhalten und gleichzeitig einen Karabiner zur Sicherung einzuhängen.
3. Der Haken sollte so konstruiert sein, dass der Kletterer sicher auf den Haken treten kann.
4. Die Enden des Stahlstabes sollten miteinander verschweißt werden, damit keines unabhängig vom anderen aus dem Bohrloch gezogen werden kann und sich so die Hakenöse öffnet.
5. Die Kerben an den Enden des Stahlstabes bewirken, dass der Haken vom ihn umgebenden Zement besser gehalten wird. Damit verhindern sie das Herausrutschen aus dem Bohrloch.

Die Form des Bühlerhakens wurde im Lauf der Jahre immer wieder diskutiert. Ein Argument für eine kleinere Ösenöffnung war die „Erziehung“ der Kletterer zum Freiklettern. Dagegen ließ es Oskar Bühler jedem Kletterer offen, ob er einen Haken ausschließlich zur Sicherung nutzte oder auch als Tritt oder Griff.
Die Ösenform des Bühlerhakens kann bei ungünstiger Karabinerlage, die durch Seilbewegung entstehen kann, nachteilig sein, weil sich der Karabiner bei anschließender Belastung selbst aushängen könnte. Dies gilt nicht nur für den Bühlerhaken, sondern auch für alle anderen Haken, die im oberen Ösenbereich eine Auflage für den Karabiner bieten. Bei der dreieckigen Form ist diese Gefahr nicht gegeben.

## Sicherheit
Anlässlich der Errichtung eines Kletterturms bei der Bayerischen Bereitschaftspolizei wurde Ende der 1980er Jahre der Bühlerhaken vom TÜV Bayern getestet. Die Tests verliefen allesamt erfolgreich, bis der Betonblock, in dem der Haken einzementiert war, aus seinen Verankerungen gerissen wurde. Am Haken selbst wurden keine sicherheitskritischen Veränderungen festgestellt.
1995 veröffentlichte das Bayerische Staatsministerium:

„Der Bühlerhaken ist der erste sichere Bohrhaken, der weite Verbreitung fand. … Belastungsversuche sowohl an einzementierten als auch an eingeklebten Bühlerhaken brachten bei einer Mindestschaftlänge von 70 mm (Materialstärke 8 mm, andere Stärken werden nicht verwendet) in Beton (B50) und im Kalkfels in radialer Richtung (Hauptbelastungsrichtung, Querzug) Ausreißkräfte von 35 bis über 56 kN (ca. 3500 bis über 5600 kp).“

## Rechtliches

### Patentfreiheit
Bühler wurde mehrfach darauf angesprochen, seinen Haken patentieren zu lassen. Er hat darauf verzichtet, weil der relativ einfach herzustellende Haken jedermann zur Verfügung stehen soll. Sorgsamer Umgang und größtes Verantwortungsbewusstsein beim Setzen von Haken war ihm unverzichtbar.

### Anleitungspflicht
Nach der Richtlinie 2001/95/EG über die allgemeine Produktsicherheit ist beim Vertrieb von Verbundhaken (Klebehaken) eine Bedienungsanleitung mitzuliefern. Die Bedienungsanleitung muss Anweisungen enthalten, wie und mit welchem Mörtel der Haken einwandfrei zu setzen ist.